# Death Cult Armageddon
Death Cult Armageddon, pubblicato nel 2003, è il sesto album della Symphonic black metal band Dimmu Borgir. Il disco affronta tematiche legate all'apocalisse e ha venduto oltre 100,000 copie negli Stati Uniti. Esiste una versione che presenta un altro disco composto da due cover e versioni rinnovate di alcuni brani.

## Tracce
1. Allegiance - 5:50
2. Progenies of the Great Apocalypse - 5:17
3. Lepers Among Us - 4:43
4. Vredesbyrd - 4:44
5. For the World to Dictate Our Death - 4:46
6. Blood Hunger Doctrine - 4:39
7. Allehelgens Død I Helveds Rike - 5:33
8. Cataclysm Children - 5:13
9. Eradication Instincts Defined - 7:12
10. Unorthodox Manifesto - 8:50
11. Heavenly Perverse - 6:33

### Ozzfest Edition Disc 2
1. Satan My Master (Bathory Cover)
2. Burn in Hell (Twisted Sister Cover)
3. Devil's Path 2000
4. Progenies of the Great Apocalypse (Orchestral Version)
5. Eradication Instincts Defined (Orchestral Version)

## Formazione
- Shagrath - voce
- Erkekjetter Silenoz - chitarra
- Galder - chitarra
- ICS Vortex - basso
- Mustis - tastiera e sintetizzatore
- Nicholas Barker - batteria